# Linia B metra w Pradze

Logo linii B

Trasa linii B metra w Pradze wiedzie zasadniczo w kierunku południowy zachód-północny wschód miasta,  linia oznaczana jest kolorem żółtym. Jest najdłuższą, a zarazem najmłodszą linią sieci. Obejmuje 24 stacje (nie jest planowana budowa kolejnych), długość linii to 25,5 km, a ogólny czas przejazdu to 41 minut.

## Historia

### I.B
Budowa pierwszego odcinka linii B rozpoczęła się w 1979 roku, otwarty został 2 listopada 1985 roku. Obejmuje siedem stacji, począwszy od Dworca Smichowskiego (Smíchovské nádraží) do stacji Florenc (wówczas Sokolovská), jego całkowita długość wynosi 4,9 km. Szczególnie trudnymi do wykonania, ze względu na złożone podłoże geologiczne, były odcinki koło stacji Můstek i pod Wełtawą.

### III.B
Drugi otwarty odcinek linii B połączył stację Smíchovské nádraží z Nowymi Butowicami. Trasa otwarta 26 października 1988 roku o długości 4,9 km (podobnie jak I.B) obejmuje trzy stacje: Radlická, Jinonice (wówczas Švermova) i Nové Butovice (wtedy Dukelská). Warto zauważyć, że pierwsze dwie z wymienionych stacji są słabo wykorzystywane – szczególnie Radlická, co spowodowane jest tym, że stacja była przemyślana pod budowę nowego osiedla, której po upadku reżimu komunistycznego zaniechano.

### Zmiana nazw stacji – luty 1990
22 lutego 1990 roku przemianowano stacje, których nazwy były związane mniej lub bardziej z ideologią socjalistyczną: stacja Dukelská została przemianowana na Nové Butovice, Švermova na Jinonice, Moskevská → Anděl, Sokolovská → Florenc.

### II.B
22 listopada 1990 roku otwarty został odcinek II.B, który przedłużył linię o 4,4 km i cztery nowe stacje (od Florenc do Czeskomorawskiej). Po aksamitnej rewolucji zmieniono nazwy budowanych wówczas stacji (tutaj planowane nazwy to: Zápotockého i Hakenova).

### V.B
Odcinek V.B, łączący stacje Nové Butovice i Zličín otwarty został 11 listopada 1994 roku. Tego samego dnia otwarto także nową zajezdnię Zličín. Nie wszystkie plany związane z budową zostały zrealizowane, czego przykładem jest nigdy nieukończony, dziś niszczejący westybul zachodni stacji Stodůlky, który budowany był z myślą o kolejnym wielkopłytowym osiedlu. Odcinek V.B jako jeden z dwóch w całej sieci biegnie częściowo nad ziemią (w tunelu nadziemnym między stacjami Hůrka i Lužiny).

### IV.B
Ostatnia wybudowana część linii B, oddana do użytku 8 listopada 1998 roku, połączyła stacje Českomoravská i Černý Most. Odcinek o długości 6,3 km początkowo obejmował jedynie trzy stacje, później zostały otwarte kolejne dwie stacje: Hloubětín (1999) i Kolbenova (2001). Podobnie jak na odcinku V.B, część trasy biegnie na powierzchni (między stacjami Rajská zahrada i Černý Most).
Od tego czasu linia B uważana jest za ukończoną, nie są obecnie planowane dalsze jej odcinki.

## Stacje
|  | nazwa                                             | skrót | typ stacji          | data otwarcia        | przesiadki                           |
|  | ------------------------------------------------- | ----- | ------------------- | -------------------- | ------------------------------------ |
|  | Zličín                                            | ZL    | płytka (odkrywkowa) | 11 listopada 1994    | autobusy, P+R                        |
|  | Stodůlky                                          | SD    | płytka (odkrywkowa) | 11 listopada 1994    | autobusy                             |
|  | Luka                                              | LK    | naziemna            | 11 listopada 1994    | autobusy                             |
|  | Lužiny                                            | LZ    | płytka (odkrywkowa) | 11 listopada 1994    | brak                                 |
|  | Hůrka                                             | HU    | płytka (odkrywkowa) | 11 listopada 1994    | brak                                 |
|  | Nové Butovice (do 22 lutego 1990 roku – Dukelská) | NB    | płytka (odkrywkowa) | 26 października 1988 | autobusy, P+R                        |
|  | Jinonice (do 22 lutego 1990 roku – Švermova)      | JI    | głęboka             | 26 października 1988 | autobusy                             |
|  | Radlická                                          | RD    | płytka (odkrywkowa) | 26 października 1988 | tramwaje, autobusy                   |
|  | Smíchovské nádraží                                | SN    | płytka (odkrywkowa) | 2 listopada 1985     | tramwaje, autobusy, kolej podmiejska |
|  | Anděl (do 22 lutego 1990 roku – Moskevská)        | AN    | głęboka             | 2 listopada 1985     | tramwaje, autobusy                   |
|  | Karlovo náměstí                                   | KN    | głęboka             | 2 listopada 1985     | tramwaje, autobusy                   |
|  | Národní třída                                     | NA    | głęboka             | 2 listopada 1985     | tramwaje                             |
|  | Můstek                                            | MS-B  | głęboka             | 2 listopada 1985     | linia A                              |
|  | Náměstí Republiky                                 | NR    | głęboka             | 2 listopada 1985     | tramwaje, kolej podmiejska           |
|  | Florenc (do 22 lutego 1990 roku – Sokolovská)     | FR-B  | głęboka             | 2 listopada 1985     | linia C, tramwaje, autobusy          |
|  | Křižíkova                                         | KR    | głęboka             | 22 listopada 1990    | tramwaje                             |
|  | Invalidovna                                       | IN    | głęboka             | 22 listopada 1990    | tramwaje                             |
|  | Palmovka                                          | PA    | płytka (odkrywkowa) | 22 listopada 1990    | tramwaje, autobusy, P+R              |
|  | Českomoravská                                     | CE    | głęboka             | 22 listopada 1990    | autobusy                             |
|  | Vysočanská                                        | VS    | głęboka             | 8 listopada 1998     | tramwaje, autobusy                   |
|  | Kolbenova                                         | KL    | głęboka             | 8 czerwca 2001       | tramwaje, autobusy                   |
|  | Hloubětín                                         | HL    | głęboka             | 17 października 1999 | tramwaje, autobusy                   |
|  | Rajská zahrada                                    | RZ    | naziemna            | 8 listopada 1998     | autobusy, P+R                        |
|  | Černý Most                                        | CM    | naziemna            | 8 listopada 1998     | autobusy, P+R                        |